# Brojkî, Iavoriv
Brojkî (în ucraineană Брожки) este un sat în așezarea urbană Krakoveț din raionul Iavoriv, regiunea Liov, Ucraina.

## Demografie
Componența lingvistică a localității Brojkî
     Ucraineană (99,63%)
     Alte limbi (0,37%)
Conform recensământului din 2001, majoritatea populației localității Brojkî era vorbitoare de ucraineană (99,63%), existând în minoritate și vorbitori de alte limbi.